# Danica McKellar
Danica McKellar (La Jolla, Califòrnia, 3 de gener de 1975) és una actriu i matemàtica estatunidenca. Se la recorda especialment pel seu paper de Winnie Cooper en la sèrie de televisió The Wonder Years.
També s'ha dedicat a promoure les matemàtiques i a animar el jovent, especialment les noies, a estudiar-les amb llibres de no ficció com ara: Math Doesn't Suck, Kiss My Math, Hot X: Algebra Exposed, Girls Get Curves: Geometry Takes Shape, Goodnight, Numbers, i Do Not Open This Math Book.

## Inicis
Als vuit anys es va mudar amb la seva família a la ciutat de Los Angeles. Ella i la seva germana (Crystal McKellar) van competir per veure qui aconseguiria més treballs com a actriu. Quan es va haver de triar una actriu per interpretar Winnie en la sèrie The Wonder Years, les dues últimes a ser considerades van ser les germanes Mckellar; Danica es va quedar amb el paper de Winnie Cooper i Crystal amb el de Becky Slatter, la seva veïna rival, en guanyar l'afecte de Kevin Arnold (Fred Savage).

### The Wonder Years
The Wonder Years bregava amb els problemes socials i esdeveniments històrics dels anys 60 i principis dels 70, vistos a través del personatge principal, Kevin Arnold, que també afrontava conflictes socials d'adolescents (principalment amb el seu millor amic Paul, i Winnie Cooper, en qui estava interessat sentimentalment) problemes familiars i altres temes.
Mentre la trama es desenvolupaven, la història era narrada per un Kevin més vell i savi (la veu del qual és de Daniel Stern) que descrivia el que estava passant i el que havia après de les seves experiències.

## Rols posteriors
Juntament amb Josh Saviano va participar en la pel·lícula Camp Cucamonga l'any 1990. Al 1992 va participar en la pel·lícula "Junts Per Vèncer (Sidekicks)", al costat de Chuck Norris i Jonathan Brandis. Danica va escriure i va dirigir un curtmetratge anomenat Speechless... en què van actuar Dan Lauria i Alley Mills. També va treballar en la pel·lícula Mama detectiva com a Maddie Monroe.
Ha aparegut en dos episodis de la sèrie "How I Met Your Mother", com a parella del Ted.
Apareix en un episodi de "Navy: Investigació Criminal": l'episodi 37 de la segona temporada, titulat "Testimoni" en el qual realitza en paper d'una llicenciada del M.I.T que és testimoni d'un assassinat.

## Com a matemàtica
McKellar va estudiar matemàtiques a la UCLA. Es va graduar cum laude l'any 1998. Després va ser coautora en una publicació científica amb el professor Lincoln Chayes i l'estudiant Brandy Winn. El treball demostra el teorema de física-matemàtica que es podria denominar "Teorema de Chayes-McKellar-Winn"
malgrat que aquest nom no és àmpliament usat. Sobre les habilitats matemàtiques dels seus estudiants, Chayes va dir en el New York Times que "Els dos realment valem tres". McKellar assessora gratuïtament als seus admiradors en línia en el seu lloc web. Mentre va estar a la UCLA, va ser membre de la sororitat Alpha Delta Pi.
McKellar és autora del llibre Math Doesn't Suck: How to Survive Middle-School Math Without Losing Your Mind or Breaking a Nail (Traducció: Les matemàtiques molen: com sobreviure a les matemàtiques en l'educació secundària sense embogir o trencar-te una ungla) (ISBN 1-59463-039-9), per animar les noies. El llibre té el vistiplau de Tara C. Smith, fundadora de "Iowa Citizens for Science" i el professor d'epidemiologia de la Universitat de Iowa. En una entrevista amb Smith, McKellar va dir que va escriure el llibre "per mostrar-li a les noies que és accessible i rellevant, i a més una miqueta glamorosa" i "trencar la creença general que les matemàtiques i les ciències no són per a les jovenetes"